# Metovnica
Metovnica (em cirílico:Метовница) é uma vila da Sérvia localizada no município de Bor, pertencente ao distrito de Bor, na região de Timočka Krajina. A sua população era de 1331 habitantes segundo o censo de 2002.

## Demografia
| 1948  | 1953  | 1961  | 1971  | 1981  | 1991  | 2002  |
| ----- | ----- | ----- | ----- | ----- | ----- | ----- |
| 2 002 | 2 086 | 2 160 | 1 988 | 1 794 | 1 569 | 1 331 |